# Ovis longipes palaeoaegyptiacus

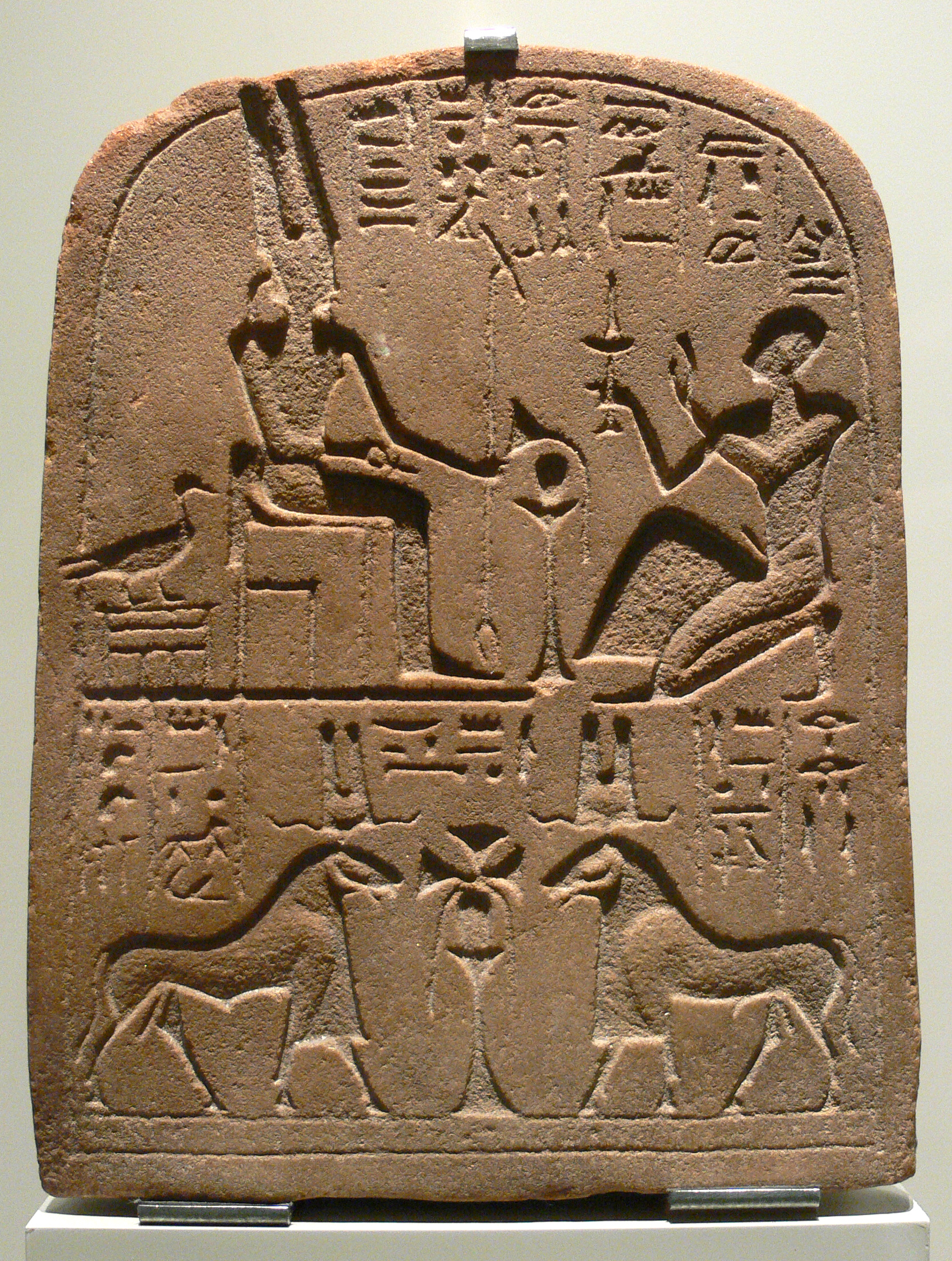
Representación de la deidad Amón como hombre, ganso y como la variedad de ovino "Ovis longipes palaeoaegyptiacus"

El Ovis longipes palaeoaegyptiacus es un tipo de arruí salvaje extinto que se encontraba en el antiguo Alto Egipto y Nubia. Los ovicaprinos eran domesticados y a menudo representados con fines religiosos o estéticos en los murales de las tumbas de piedra de los faraones. 

## Historia
El Ovis longipes palaeoaegyptiacus era uno de los dos ovinos que comúnmente se domesticaban, utilizándolos para los relieves de las primeras tumbas faraónicas, generalmente debido a sus peculiares cuernos ligeramente en espiral que surgían de ambos lados de su cráneo. Un tipo similar de ovinos llamados Ovis platyura aegyptiaca tenían cuernos que se desarrollaban hacia abajo y se enroscaban hacia adelante. Más tarde, estas dos variantes de ovinos llegaron a gozar de un importante valor religioso, así como también un uso doméstico. Heródoto cuenta que los primeros egipcios no usaban lana, pero algunos eruditos sostienen que esta estaba destinada solo a los sacerdotes y que hay pruebas arqueológica, incluyendo el cuerpo de un hombre envuelto en lana que data de la Primera Dinastía en un entierro en Helwan, que demuestran este punto. El uso de este ovino también es único en la representación egipcia de sus primeras deidades. De hecho, «en el inicio del desarrollo de la representación estándar de los dioses egipcios, las deidades con cabeza de carnero llevaban los cuernos de la entonces prevaleciente Ovis longipes palaeoaegyptiacus y se mantuvo mucho tiempo después de que las mismas ovejas se extinguieran».